# Blue Smoke
Blue Smoke è il quarantaquattresimo album in studio della cantante statunitense Dolly Parton, pubblicato il 31 gennaio 2014 dalla Sony Masterworks.

## Tracce
Testi e musiche di Dolly Parton tranne dove indicato.
1. Blue Smoke – 3:33
2. Unlikely Angel – 3:23
3. Don't Think Twice (Bob Dylan) – 3:21
4. You Can't Make Old Friends (Ryan Hanna King, Don Schlitz, Caitlyn Smith; duetto con Kenny Rogers) – 3:57
5. Home (Dolly Parton, Kent Wells) – 3:22
6. Banks of the Ohio (tradizionale; testo addizionale di Dolly Parton) – 3:48
7. Lay Your Hands on Me (Jon Bon Jovi, Richie Sambora) – 4:13
8. Miss You–Miss Me – 4:00
9. If I Had Wings – 4:06
10. Lover du Jour – 4:11
11. From Here to the Moon and Back (duetto con Willie Nelson) – 4:02
12. Try – 4:47